# Simarito
Simarito is een bestuurslaag in het regentschap Pematang Siantar van de provincie Noord-Sumatra, Indonesië. Simarito telt 6179 inwoners (volkstelling 2010).